# Eurybia passercula
Eurybia passercula är en fjärilsart som beskrevs av Hans Ferdinand Emil Julius Stichel 1915. Eurybia passercula ingår i släktet Eurybia och familjen Riodinidae. Inga underarter finns listade i Catalogue of Life.